# Liste der Bischöfe von Syros
Die folgenden Personen waren Bischöfe des Bistums Syros auf Syros (Griechenland):
- Pietro, O.Cist. (1275 - 1292)
- Teodorico (1294 - 1324/1328)
- Giacomo di Danimarca (1312 - ?)
- Angelino (1350 - ?)
- Giovanni Canali, O.F.M. (1364)
- Francesco
- Gualtiero di Polema, O.F.M. (1398 - 1410) (danach Bischof von Milos ?)
- Pantaleone (1410 - 1418) (danach Bischof von Naxos)
- Nicola, O.Carm. (1419 - 1420)
- Antonio, O.P. (1420 - 1440)
- Paolo (?)
- Giovanni, O.E.S.A. (1455 - ?)
- Benedetto di Adria, O.P. (1450 - ?)
- Antonio di Medio (1501 - 1537)
- Nicola di Veglia (1537 - 1554)
- Nicola Guasco (1554 - ?)
- Benedetto di Chio, O.P. (1583 - 1591)
- Agostino Gisolfi, O.P. (1592 - 1607)
- Giovanni Andrea Carga, O.P. (1607 - 1617)
- Giovanni Girardi, O.F.M.Obs. (1619 - 1624)
- Domenico Marengo, O.F.M.Obs. (1625 - 1645)
- Giovanni Mihele de Curtis, O.Carm. (1647 - 1655)
- Giuseppe Guarci (1655 - 1690)
- Antonio Giustiniani (1694 - 1701) (danach Erzbischof von Naxos)
- Michele Caro (1703 - 1707)
  - Nicola de Camillis (1710 - 1710) (Elekt)
- Nicola Portoghese, O.F.M.Ref. (1710 - 1728)
- Giovanni Francesco Bossi, O.F.M.Conv. (1729 - 1730) (danach Erzbischof von Naxos)
- Antonio Maturi, O.F.M. (1731 - 1733) (danach Erzbischof von Naxos)
- Emmanuele Caranza (1733 - 1734)
- Dario de Longhis (1735 - 1748)
- Antonio Maturi, O.F.M. (1749 - 1751) (2. Mal)
- Giacinto Giustiniani, O.P. (1752 - 1786)
- Giovanni Battista Fonton, O.F.M.Conv. (1786 - 1799)
- Giovanni Battista Russin (1800 - 1829)
- Luigi Blancis, O.F.M.Ref. (1830 - 1851)
- Giuseppe Maria Alberti (1851 - marzo 1880)
- Teofilo Massucci, O.F.M. (1880 - 1894)
- Teodoro Antonio Polito (1895 - 1901) (danach Erzbischof von Korfu)
- Domenico Darmanin (1901 - 1912) (danach Erzbischof von Korfu)
- Antonio Macrioniti (1912 - 1936)
- Antonio Gregorio Vuccino, A.A. (1937 - 1947) (danach Erzbischof von Korfu, Zante und Kefalonia)
- Georges Xenopulos, S.J. (1947 - 1974)
- Franghískos Papamanólis, O.F.M.Cap. (1974–2014)
- Petros Stefanou (2014–2025)
- Sedisvakanz (seit 2025)

## Quelle
- Bischofsliste von Syros